# Терлещина
Терлещина (укр. Терлещина) — село, входит в Згуровскую поселковую общину Броварского района Киевской области Украины. До 2020 года входило в состав Згуровского района.
Население по переписи 2001 года составляло 16 человек. Почтовый индекс — 07611. Телефонный код — 4570. Занимает площадь 0,202 км². Код КОАТУУ — 3221980303.

## Местный совет
07611, Київська обл., Згурівський р-н, с. Аркадіївка, вул. Леніна, 21